# Untereisenbach
Untereisenbach (en luxemburguès: Ënnereesbech; alemany: Untereisenbach) és una vila de la comuna de Parc Hosingen, situada al districte de Diekirch del cantó de Clervaux. Està a uns 43 km de distància de la ciutat de Luxemburg.

## Geografia
El poble està confinat al sud i a l'est per la frontera amb Alemanya i per l'Our (un afluent del Sauer) que separen el poble de Übereisenbach situat al districte de Bitburg-Prüm.

## Història
Abans de l'1 de gener de 2012, Untereisenbach formava part de l'antiga comuna de Hosingen, que va ser dissolta per crear la comuna de Parc Hosingen.